# 紀元前36年
紀元前36年（きげんぜん36ねん）。

## 他の紀年法
- 干支 : 乙酉
- 日本
  - 崇神天皇62年
  - 皇紀625年
- 中国
  - 前漢 : 建昭3年
- 朝鮮
  - 高句麗 : 東明聖王2年
  - 新羅 : 赫居世22年
  - 檀紀2298年
- 仏滅紀元 : 508年
- ユダヤ暦 : 3725年 - 3726年

## できごと

### ローマ
- 9月3日 - ナウロクス沖の海戦でマルクス・ウィプサニウス・アグリッパに率いられたアウグストゥスの艦隊は、セクストゥス・ポンペイウスとマルクス・アエミリウス・レピドゥスの軍を破った。
- マルクス・アントニウスがパルティアに大規模な攻撃をしかけたが、泥沼化し、エジプトへの退却時に病気と飢餓で多くの兵を失った。
- ユダヤ：ハスモン朝のアリストブロス3世はエルサレムの指導者になったが、その地位は1年間しか保たなかった。

### アジア
- 10月-12月 - 陳湯に率いられた漢の軍が、郅支の戦いで匈奴の郅支単于を破った。これにより、10年に王莽が関係を悪化させるまで、漢と匈奴の間の半世紀の平和が続いた。

## 誕生
- プトレマイオス2世フィラデルフォス、クレオパトラ7世とマルクス・アントニウスの息子（+ 紀元前29年）
- ウィプサニア、ローマ皇帝ティベリウスの最初の妻（+ 20年）

## 死去
- 郅支単于、前漢時代の匈奴の対立単于